# Municipio de Walcott (Dakota del Norte)
El municipio de Walcott (en inglés: Walcott Township) es un municipio ubicado en el condado de Richland en el estado estadounidense de Dakota del Norte. En el año 2010 tenía una población de 326 habitantes y una densidad poblacional de 2,14 personas por km².

## Geografía
El municipio de Walcott se encuentra ubicado en las coordenadas 46°35′14″N 96°55′38″O / 46.58722, -96.92722. Según la Oficina del Censo de los Estados Unidos, el municipio tiene una superficie total de 152.13 km², de la cual 152,13 km² corresponden a tierra firme y (0 %) 0 km² es agua.

## Demografía
Según el censo de 2010, había 326 personas residiendo en el municipio de Walcott. La densidad de población era de 2,14 hab./km². De los 326 habitantes, el municipio de Walcott estaba compuesto por el 100 % blancos. Del total de la población el 1,23 % eran hispanos o latinos de cualquier raza.